# Авторское право в Гондурасе
Основными законами, касающимися авторского права в Гондурасе являются:
- Авторское право и смежные праве (утверждены Указом № 4-99-Е)[1]
- Право промышленной собственности (утверждена Указом № 12-99-Е)[1]

В дополнение к этому в Гондурасе ввело в действие большое количество других законов, касающихся авторского права.
Гондурас входит в Бернскую Конвенцию с 19 июля 1966 года.
Закон «Об авторских правах и смежных правах» (утвержден Указом № 4-99-Е) в Гондурасе принят 13 декабря 1999 года и вступил в силу 15 январь 2000 года.
Срок защиты авторского права в Гондурасе составляет 75 лет со смерти автора или со времени опубликования его произведения.
На само название государства имеется легендарное авторство. По основной легенде — авторские права на это название принадлежит Христофору Колумбу. Однажды он попал в шторм. а когда вышел живой на берег то сказал : «Я благодарен богу, за то что вышел из этих глубин». Слово Гондурас и переводится как глубина.

## Содержание
Закон «Об авторских правах и смежных правах» Гондураса 1999 года гарантирует права авторов Гондураса, иностранцев, проживающие в стране, и иностранным произведениям, впервые изданным в Гондурасе, аудиовизуальным произведениям, изготовитель которых из Гондураса или имеет своё обычное местожительство или штаб-квартиру в Гондурасе.
Права иностранных граждан, не проживающих в стране, чьи произведения были впервые опубликованы за рубежом, пользуются защитой в соответствии с международными конвенциями. В отсутствии Конвенции применяется принцип взаимности.
Согласно ст. 16 в Гондурасе защищены произведения, впервые опубликованные в Организации Объединенных Наций (ООН) и её подразделениях или учреждений и в Организация американских государств (ОАГ), в соответствии с положениями Международными Конвенциями, подписанными в Гондурасе. Защищаются анонимные работы и опубликованные под псевдонимом, пока автор не сообщил своего имени. Редактор рассматривается как владелец
производного права, до тех пор, пока автор не раскроет свою личность.
Если автор произведения умер, оставив незаконченной работу, редактор может, по договоренности с супругом и наследниками автора, заказать завершение произведения третьей стороне, за вознаграждение пропорционально работе.

## Ограничения
Согласно ст. 46 законным является использование произведения без согласия правообладателя и без
оплата вознаграждения, с обязательным указывать источник и имени автора при условии:
- Воспроизведение и распространение в прессе или передача эфирного вещания, за передачи, статьи online обсуждение экономической, политической или религиозной тематики, опубликование в газетах или передаваемых в эфир произведений;
- Воспроизведение, доступное для общественности в связи с информацией в отношении текущих событиях, передача в эфир или передача

кабельного телевидения фрагментов произведений, представленных или услышанных в ходе таких событий.
Разрешается использование любых форм информирования общественности, выступлений политические, судебные, доклады, проповеди и другие
подобные произведения, сказанные на публике.
Разрешается воспроизведение работ для обучения или для проведения экзаменов в образовательных учреждениях при условии отсутствия коммерции в работах.